# Mazeration
Die Mazeration bzw. das Mazerieren (von lateinisch macerare ‚zermürben‘, ‚mürbe machen‘, ‚quälen‘, ‚auslaugen‘), genannt auch Auslaugung bzw. Auslaugen, ist ein physikalisches Verfahren, bei dem ein Ausgangsstoff insgesamt oder an der Oberfläche einige Zeit der Einwirkung einer Flüssigkeit wie zum Beispiel Wasser, Öl oder Alkohol ausgesetzt wird, welche als Menstruum (Lösungsmittel) für bestimmte Inhaltsstoffe dient. Vorbereitender Arbeitsgang ist meist ein dem Schroten entsprechendes Zerkleinern. Das Produkt wird als Mazerat bezeichnet. Wird dieser Prozess durch Wärmezufuhr unterstützt, spricht man von Digerieren.
In der Pharmazie und Biologie wird der Ausdruck Mazeration auch für enzymatische und dadurch chemische Vorgänge verwendet.

## Mazeration als physikalisches Verfahren
Bei der physikalischen Mazeration gehen lösliche Bestandteile in die Flüssigkeit über, die als Lösemittel dient. Das können etwa Farb- und Aromastoffe bei der Herstellung von aromatisierten Spirituosen sein (Bitter, Likör, Geist). Die Reste der ursprünglichen Träger dieser Substanzen (Schalen, Wurzeln) bleiben erhalten. Die Wahl des Lösungsmittels hängt von ihrem jeweiligen Lösungsvermögen bezüglich des zu lösenden Stoffes ab.
Anwendungsgebiete der Mazeration sind die Pharmazie und die Biotechnologie (siehe Zell- und Gewebekultur), Parfümherstellung und Lebensmitteltechnik, aber auch Medizin und Naturheilkunde.
In der Verfahrenstechnik wird ein solcher Lösungsvorgang als physikalische Extraktion bezeichnet, zum Beispiel bei der Herstellung von Labessenz. Es ist ein rein physikalischer Vorgang, solange keine chemische Reaktion wie etwa eine Oxidation abläuft, anders auch als bei einer Flüssig-Flüssig-Extraktion mithilfe von Komplexbildnern.
In der Pharmazie wird die Lösung, die man beim Mazerieren erhält, als kalter Aufguss bezeichnet.

## Aufweichung mit Beteiligung enzymatisch-chemischer Vorgänge

### Medizin
In der Medizin bezeichnet Mazeration die Aufweichung eines Gewebes bei längerem Kontakt bzw. bei der Durchtränkung mit einer Flüssigkeit. Dies gilt besonders für die Haut in Regionen mit ungünstigem Mikroklima, also mit Haut-zu-Haut-Kontakt (Zehenzwischenräume, Gesäßspalte, die Auflagefläche der Brüste, Leistengegend) oder starker Schweißbildung.
Die Ursache kann auch in einem anhaltenden Kontakt mit Urin (siehe Windelekzem), Exsudat oder Speichel liegen.
Vor allem zu Beginn des Stillens besteht die Gefahr, dass die Brustwarzenhaut durch langdauernden Kontakt mit Speichel mazeriert und eine entstehende Entzündung der Brustdrüse fortgeleitet wird (puerperale Mastitis).
Ebenso mazeriert die oberste Hautschicht bei langen Vollbädern (Fingerkuppen).

### Biologie
In der Biologie wird mit dem Begriff das Zerfallen von pflanzlichem Gewebe in seine Zellen beschrieben, dem eine Auflösung der Mittellamellen zwischen den Zellwänden vorangegangen ist (z. B. beim Mehligwerden von Äpfeln). Die Mittellamelle kann auch bewusst enzymatisch abgebaut werden, um einzelne Zellen für eine Zellsuspensionskultur zu gewinnen. Optional können die Zellen hierfür auch durch mechanische kalte Mazeration gewonnen werden.

### Lebensmittel
Beim Zubereiten von Nahrung ist Mazeration allgegenwärtig (Aufbrühen, Einkochen und so weiter), ebenso bei der Herstellung von Wein oder Gin. Bei der Herstellung von Lebensmitteln wird das Einweichen auch als Mazeration bezeichnet.

### Mazeration oder Holzkorrosion
Die im Deutschen Reich verbreitete Behandlung alter Dachstühle mit Feuerschutzsalzen führt unter bestimmten Voraussetzungen dazu, dass sich die behandelte Oberfläche des Holzes in einem schleichenden Prozess ablöst. Die betroffenen Hölzer zeigen dabei eine milchig-schlierige Oberfläche. Dieser Vorgang wird als Mazeration oder Holzkorrosion bezeichnet.